# Раміро Вака
Раміро Вака (ісп. Ramiro Vaca, нар. 1 липня 1999, Тариха) — болівійський футболіст, півзахисник клубу «Болівар» і національної збірної Болівії.

## Клубна кар'єра
У дорослому футболі дебютував 2018 року виступами за команду «Зе Стронгест», в якій провів три сезони, взявши участь у 87 матчах чемпіонату. Більшість часу, проведеного у складі «Зе Стронгест», був основним гравцем команди.
Своєю грою за цю команду привернув увагу представників тренерського штабу бельгійського «Беєрсхот-Вілрейк», до складу якого приєднався 2021 року. Відіграв за команду з Вілрейка наступні два сезони своєї ігрової кар'єри.
2023 року повернувся на батьківщину, ставши гравцем «Болівара».

## Виступи за збірні
Протягом 2017–2019 років залучався до складу молодіжної збірної Болівії. На молодіжному рівні зіграв у 8 офіційних матчах, забив 2 голи.
2017 року дебютував в офіційних матчах у складі національної збірної Болівії.
У складі збірної був учасником трьох розіграшів Кубка Америки: 2019 і 2021 років у Бразилії, а також 2024 року у США.

## Статистика виступів

### Статистика виступів за збірну
Станом на 10 вересня 2024
| Дата       | Місто         | Господарі      | Результат | Гості     | Турнір                       | Голи | Примітки  |
| ---------- | ------------- | -------------- | --------- | --------- | ---------------------------- | ---- | --------- |
| 2-6-2017   | Манагуа       | Нікарагуа      | 0 – 1     | Болівія   | товариський матч             | -    | 88'       |
| 3-3-2019   | Кочабамба     | Болівія        | 2 – 2     | Нікарагуа | товариський матч             | 1    | 78'       |
| 22-3-2019  | Ульсан        | Південна Корея | 1 – 0     | Болівія   | товариський матч             | -    | 58'       |
| 14-6-2019  | Сан-Паулу     | Бразилія       | 3 – 0     | Болівія   | Копа Америка 2019 - 1-й етап | -    | 75'       |
| 22-6-2019  | Белу-Оризонті | Болівія        | 1 – 3     | Венесуела | Копа Америка 2019 - 1-й етап | -    |           |
| 26-3-2021  | Ранкагуа      | Чилі           | 2 – 1     | Болівія   | товариський матч             | -    | 57'       |
| 29-3-2021  | Гуаякіль      | Еквадор        | 2 – 1     | Болівія   | товариський матч             | -    | 75'       |
| 4-6-2021   | Ла-Пас        | Болівія        | 3 – 1     | Венесуела | Відбір до ЧС 2022            | -    | 90+4'     |
| 18-6-2021  | Куяба         | Чилі           | 1 – 0     | Болівія   | Копа Америка 2021 - 1-й етап | -    | 53' 90'   |
| 24-6-2021  | Куяба         | Болівія        | 0 – 2     | Уругвай   | Копа Америка 2021 - 1-й етап | -    |           |
| 28-6-2021  | Куяба         | Аргентина      | 4 – 1     | Болівія   | Копа Америка 2021 - 1-й етап | -    |           |
| 2-9-2021   | Ла-Пас        | Болівія        | 1 – 1     | Колумбія  | Відбір до ЧС 2022            | -    | 58'       |
| 6-9-2021   | Монтевідео    | Уругвай        | 4 – 2     | Болівія   | Відбір до ЧС 2022            | -    | 59'       |
| 10-9-2021  | Буенос-Айрес  | Аргентина      | 3 – 0     | Болівія   | Відбір до ЧС 2022            | -    | 46' 79'   |
| 8-10-2021  | Гуаякіль      | Еквадор        | 3 – 0     | Болівія   | Відбір до ЧС 2022            | -    | 88'       |
| 10-10-2021 | Ла-Пас        | Болівія        | 1 – 0     | Перу      | Відбір до ЧС 2022            | 1    | 82'       |
| 14-10-2021 | Ла-Пас        | Болівія        | 4 – 0     | Парагвай  | Відбір до ЧС 2022            | -    | 46'       |
| 12-11-2021 | Ліма          | Перу           | 3 – 0     | Болівія   | Відбір до ЧС 2022            | -    | 62'       |
| 28-1-2022  | Баринас       | Венесуела      | 4 – 1     | Болівія   | Відбір до ЧС 2022            | -    | 71'       |
| 1-2-2022   | Ла-Пас        | Болівія        | 2 – 3     | Чилі      | Відбір до ЧС 2022            | -    | 61'       |
| 24-3-2022  | Барранкілья   | Колумбія       | 3 – 0     | Болівія   | Відбір до ЧС 2022            | -    | 46'       |
| 29-3-2022  | Ла-Пас        | Болівія        | 0 – 4     | Бразилія  | Відбір до ЧС 2022            | -    | 46' 90+3' |
| 24-9-2022  | Орлеан        | Болівія        | 0 – 2     | Сенегал   | товариський матч             | -    | 63'       |
| 20-11-2022 | Арекіпа       | Перу           | 1 – 0     | Болівія   | товариський матч             | -    |           |
| 24-3-2023  | Джидда        | Узбекистан     | 1 – 0     | Болівія   | товариський матч             | -    | 69'       |
| 17-6-2023  | Гаррісон      | Еквадор        | 1 – 0     | Болівія   | товариський матч             | -    | 46'       |
| 12-10-2023 | Ла-Пас        | Болівія        | 1 – 2     | Еквадор   | Відбір до ЧС 2026            | -    | 70'       |
| 16-11-2023 | Ла-Пас        | Болівія        | 2 – 0     | Перу      | Відбір до ЧС 2026            | 1    | 90+3'     |
| 21-11-2023 | Монтевідео    | Уругвай        | 3 – 0     | Болівія   | Відбір до ЧС 2026            | -    | 64' 90+3' |
| 22-3-2024  | Baraki        | Алжир          | 3 – 2     | Болівія   | товариський матч             | -    | 83'       |
| 25-3-2024  | Аннаба        | Болівія        | 1 – 0     | Андорра   | товариський матч             | 1    |           |
| 31-5-2024  | Чикаго        | Мексика        | 1 – 0     | Болівія   | товариський матч             | -    |           |
| 12-6-2024  | Честер        | Еквадор        | 3 – 1     | Болівія   | товариський матч             | -    | 46'       |
| 15-6-2024  | Іст-Гартфорд  | Колумбія       | 3 – 0     | Болівія   | товариський матч             | -    | 63'       |
| 23-6-2024  | Арлінгтон     | США            | 2 – 0     | Болівія   | Копа Америка 2024 - 1-й етап | -    | 75'       |
| 27-6-2024  | Іст-Ратерфорд | Уругвай        | 5 – 0     | Болівія   | Копа Америка 2024 - 1-й етап | -    | 74'       |
| 1-7-2024   | Орландо       | Болівія        | 1 – 3     | Панама    | Копа Америка 2024 - 1-й етап | -    | 81'       |
| 5-9-2024   | Альту-Пата    | Болівія        | 4 – 0     | Венесуела | Відбір до ЧС 2026            | 1    | 14'       |
| Усього     |               | Матчів         | 38        |           | Голів                        | 5    |           |

| Дата      | Місто    | Господарі | Результат | Гості     | Турнір                                                 | Голи | Примітки |
| --------- | -------- | --------- | --------- | --------- | ------------------------------------------------------ | ---- | -------- |
| 21-1-2017 | Ібарра   | Перу      | 0 – 2     | Болівія   | Молодіжний чемпіонат Південної Америки 2017 - 1-й етап | -    | 68'      |
| 24-1-2017 | Ібарра   | Аргентина | 5 – 1     | Болівія   | Молодіжний чемпіонат Південної Америки 2017 - 1-й етап | 1    | 46' 71'  |
| 25-1-2017 | Ібарра   | Венесуела | 0 – 0     | Болівія   | Молодіжний чемпіонат Південної Америки 2017 - 1-й етап | -    |          |
| 27-1-2017 | Ібарра   | Уругвай   | 3 – 0     | Болівія   | Молодіжний чемпіонат Південної Америки 2017 - 1-й етап | -    | 38' 79'  |
| 17-1-2019 | Ранкагуа | Чилі      | 1 – 1     | Болівія   | Молодіжний чемпіонат Південної Америки 2019 - 1-й етап | 1    | 6'       |
| 21-1-2019 | Ранкагуа | Колумбія  | 1 – 0     | Болівія   | Молодіжний чемпіонат Південної Америки 2019 - 1-й етап | -    | 71'      |
| 23-1-2019 | Ранкагуа | Болівія   | 0 – 1     | Венесуела | Молодіжний чемпіонат Південної Америки 2019 - 1-й етап | -    | 31'      |
| 25-1-2019 | Ранкагуа | Бразилія  | 1 – 0     | Болівія   | Молодіжний чемпіонат Південної Америки 2019 - 1-й етап | -    |          |
| Усього    |          | Матчів    | 8         |           | Голів                                                  | 2    |          |